# Калымбетов, Бердикул Калымбетович
Бердикул Калымбетович Калымбетов (1920—1978) — советский ботаник-миколог, фитопатолог, доктор биологических наук, профессор.

## Биография
В 1949 году окончил Среднеазиатский государственный университет, в 1953 году — аспирантуру Всесоюзного НИИ защиты растений.
В 1953—1955 годах старший научный сотрудник, а в 1955—1957 годах директор Алма-Атинского ботанического сада.
В 1957—1972 годах старший научный сотрудник, заведующий лабораторией биологии споровых растений Института ботаники АН Казахской ССР.
С 1972 года заведующий кафедрой фитопатологии Казахского сельскохозяйственного института.
Исследовал микофлору Заилийского Алатау, юго-востока Казахстана, юго-запада Туркмении. Описал свыше 2000 видов и форм грибов, из них около 100 новых; изучал болезни зерновых культур, картофеля, сахарной свеклы, люцерны, тополей; разработал меры борьбы с ними.

## Избранные труды
- Калымбетов Б. К. Микофлора юго-западной Туркмении // Труды БИН АН СССР. Сер. 2 «Споровые растения». — 1956. — Вып. 11. — С. 175—312.
- Калымбетов Б. К. К микофлоре Алма-Атинского ботанического сада // Труды Алма-Атинского ботанического сада АН КазССР. — 1956. — Т. 3. — С. 95—101.
- Калымбетов Б. К. Микофлора Алма-Атинского ботанического сада АН КазССР // Труды Алма-Атинского ботанического сада АН КазССР. — 1959. — Т. 4. — С. 124—141.
- Калымбетов Б. К. Материалы к флоре сумчатых грибов Заилийского Алатау // Труды Института ботаники АН КазССР. — 1959. — Т. 7. — С. 269—367.
- Калымбетов Б. К. Некоторые сведения о низших грибах Заилийского Алатау // Труды Института ботаники АН КазССР. — 1960. — Т. 9. — С. 109—123.
- Калымбетов Б. К. Новые виды и особо интересные формы сумчатых грибов, найденные в Казахской ССР // Ботанические материалы Отдела споровых растений БИН АН СССР. — 1961. — Т. 14. — С. 174—180.
- Калымбетов Б. К. Новые пероноспоровые Заилийского Алатау // Труды Института ботаники АН КазССР. — 1961. — Т. 11. — С. 203—209.
- Калымбетов Б. К. О флоре грибов Заилийского Алатау // Вестник АН КазССР. — 1962. — № 3. — С. 46—53.
- Калымбетов Б. К. (соавт.). Флора споровых растений Казахстана. — Алма-Ата : Наука КазССР, 1967—1970. — Т. 5 : Несовершенные грибы — Fungi imperfecti (Deuteromycetes) : Сферопсидные — Sphaeropsidales / З. М. Бызова, М. П. Васягина, Н. Г. Деева, Б. К. Калымбетов, Н. Ф. Писарева, С. Р. Шварцман; отв. ред. С. Р. Шварцман ; Кн. 1. — 340 с. (1967) ; Кн. 2. — 383 с. (1968) ; Кн. 3. — 557 с. (1970).
- Калымбетов Б. К. Микологическая флора Заилийского Алатау (Северный Тянь-Шань). — Алма-Ата : Наука, 1969. — 470 с.